# Бажока
Бажока (порт. Bajouca) — район (фрегезия) в Португалии, входит в округ Лейрия. Является составной частью муниципалитета Лейрия. По старому административному делению входил в провинцию Бейра-Литорал. Входит в экономико-статистический субрегион Пиньял-Литорал, который входит в Центральный регион. Население составляет 2015 человек на 2001 год. Занимает площадь 13,21 км².
Покровителем района считается Санту-Алейшу (порт. Santo Aleixo).